# Dover (Pennsylvania)
Dover ist ein Borough im York County im US-Bundesstaat Pennsylvania. Das U.S. Census Bureau hat bei der Volkszählung 2020 eine Einwohnerzahl von 1.954 ermittelt.

## Geschichte
James Joner kaufte 1764 Land und gründete eine Siedlung. Bis 1815 war sie als Jonerstown bekannt und wird erst seit dem Dover genannt.
1863 während des Sezessionskrieges fand die sogenannte Gettysburg Campaign (der Gettysburg-Feldzug) statt. Dover wurde zwischen dem 30. Juni und dem 1. Juli kurzzeitig durch die Kavallerie der Konföderierten unter J.E.B. Stuart erobert. 
Dover erhielt 1864, 100 Jahre nach seiner Gründung, offizielle Stadtrechte.
Das Englehart Melchinger House gehört seit 1992 zu den National Register of Historic Places.

## Geographie
Dover ist vollständig durch das Dover Township, York County, Pennsylvania umschlossen.

## Demographie
Nach der Volkszählung aus dem Jahr 2000 lebten 1815 Einwohner in Dover. Dabei waren 96,47 % der Einwohner Weiße, 1,05 % Afroamerikaner und der Rest bestand aus Hispanics, Latinos, amerikanischen Ureinwohnern, Asiaten und sonstigen Ethnien. Das Durchschnittseinkommen pro Haushalt betrug 41.250 Dollar. 6,5 % der Einwohner lebten unterhalb der Armutsgrenze.

## Erziehung
Dovers öffentliche Schulen werden durch den Dover Area School District verwaltet.

## Intelligent-Design-Kontroverse
Dover erlangte landesweite Berühmtheit durch einen Prozess, der zwischen 2004 und 2005 stattfand: Kitzmiller v. Dover Area School District. 
Nachdem die Verwaltungsleitung des Dover Area School Districts gewählt worden war, wurde für in den Biologie-Lehrplan Folgendes übernommen:
- Die Pennsylvania Academic Standards setzen voraus, dass die Schüler über Darwins Theorie der Evolution unterrichtet werden und einen standardisierten Test darüber schreiben.

- Weil Darwins Theorie nur eine Theorie sei, müsse weiterhin nach Beweisen geforscht werden, um sie zu beweisen. Die Mehrheit der wissenschaftlichen Gemeinschaft akzeptiert sie jedoch. Lücken in der Evolutionstheorie sind vorhanden.[3]

- Intelligent Design ist eine Erklärung für den Ursprung des Lebens, die sich von Darwins Ansicht unterscheidet. Das Nachschlagewerk Of Pandas and People ist für Schüler, die Interesse daran haben, was Intelligent Design beinhaltet.

- Im Hinblick auf jede Theorie, sind die Schüler sind aufgefordert, einen offenen Geist zu bewahren. Die Schule überlässt die Diskussion über die Entstehung des Lebens den einzelnen Schülern und ihren Familien.[4][5]

Einige Eltern der Schüler, darunter Tammy Kitzmiller (nach der später der Prozess benannt wurde), klagten gegen die Schulverwaltung und begründeten damit den Prozess. Richter John E. Jones III verbot dem Dover Area School District Intelligent Design im Wissenschaftsunterricht zu lehren. Intelligent Design sei Religion und die US-Verfassung fordere die Trennung von Kirche und Staat.
Im November wurden alle Mitglieder der Schulverwaltung, die Intelligent Design befürworteten, abgewählt.

## Dokumentarfilm
Der Film Judgment Day: Intelligent Design on Trial behandelt den Prozess und die Auswirkungen auf die Stadt Dover.

## Bekannte Personen
- Jeff Koons (* 1955), Künstler
- John Kuhn (* 1982), American-Football-Spieler der Green Bay Packers
- Christopher Thorn, Mitglied von Blind Melon, 1968 in Dover geboren[9]